# Calle 65 (línea Queens Boulevard)
Calle 65 es una estación en la línea Queens Boulevard del Metro de Nueva York de la División B del Independent Subway System (IND). La estación se encuentra localizada en Woodside, Queens entre la Calle 65 y Broadway. La estación es servida en varios horarios por diferentes trenes del servicio ,  y .